# 大神ミオ
大神 ミオ（おおかみ ミオ、英: Ookami Mio、中: 大神 澪）は、日本のバーチャルYouTuber、バーチャルアイドル。ホロライブプロダクションの女性バーチャルYouTuberグループ・ホロライブのゲーム実況を中心に活動するユニット「ホロライブゲーマーズ」（以下「ゲーマーズ」）のメンバー。

## 概要
誕生日は8月20日。身長160センチ。挨拶は「うちうち、うちだよ、大神ミオだよ～！ こんばんみぉーん！」など。
キャラクターデザインは泉彩、Live2Dモデルの制作はrariemonn、3Dモデルの制作は八剣がそれぞれ担当した。
ファンネームは「ミオファ（みおーんファミリー）」。

## 人物・エピソード
- ゲーマーズの中では、ゲーム以外の配信が比較的多い[9]。
- 同じホロライブのメンバーである白上フブキ、百鬼あやめ、大空スバルと共にユニット「FAMS」として配信を行うことがある[10]。
- 白上フブキ、百鬼あやめと共にユニット「いろはにほへっと あやふぶみ」として活動することが多く、1st EP「可惜夜歌集」リリース[11]や、コミックマーケット103への出展を行っている。
- 料理が得意なことで知られる[12]。大空スバルは以前の配信で「うますぎて手が止まらねえ」と語ったことがある[12]。

## 略歴
- 2018（平成30）年
  - 12月7日：YouTubeにて初配信を行いデビュー[3]。

- 2019（平成31・令和元）年
  - 5月1日：チャンネルメンバーシップを解禁[13]。
  - 6月16日：3Dモデルお披露目配信を行った[14]。
  - 9月11日：水着3Dモデルお披露目配信を行った[15]。
  - 12月10日：YouTubeのチャンネル登録者数が10万人を突破[16]。

- 2020（令和2）年
  - 1月1日：正月衣装のお披露目配信を行った[17]。
  - 10月30日：新Live2Dモデルお披露目配信を行った[18]。

- 2021（令和3）年
  - 5月28日：扁桃の不調により活動を一時休止することを発表[19]。
  - 6月6日：活動を再開[20]。

- 2022（令和4）年
  - 6月7日：YouTubeのチャンネル登録者数が100万人を突破[21]。

- 2024（令和6）年
  - 4月28日：胃の痛みにより急遽予定していた配信を中止。翌29日、体調不良により活動を休止することを発表[22]。
  - 5月13日：長期の治療を要する事態のために28日から緊急入院をしていることが明かされ、症状は回復傾向にあるものの、予定していたイベントへの参加は見送ることが決定している[23]。
  - 6月30日：活動再開。配信内で病名が急性膵炎だったことを公表し、38度から39度の熱が2週間ほど続いていた他、腹痛で息を吸うのも痛く、呼吸が浅くなって、一時は酸素吸入器を付けることもあったと語っている[24]。

- 2025（令和7）年
  - 8月20日：セカンドアルバム「My Sparkle」を発売予定。全国流通フルアルバムでは自身初。「人生の旅路」をテーマとし、全11曲を収録している。同年5月15日より予約が開始された。なお、通常版と完全生産限定盤の二種を発売[25][26]。

## 主な出演

### ライブ
- hololive IDOL PROJECT 1st Live.『Bloom,』（2021年2月17日[27]、ニコニコ生放送・SPWNにてオンライン配信[注釈 1]）
- VARK Presents. hololive Virtual LIVE series in VARK『Cinderella switch 〜ふたりでみるホロライブ〜』 vol.5（2021年4月24日[28]、VARKにてオンライン配信）
- Blue Journey 1st Live「夜明けのうた」（2023年9月13日、東京ガーデンシアター）[29]
- 「ANISAMA V神 2024」（2024年12月15日、SPWN）[30]
- 猫又おかゆ 2nd Live.「ぺるそにゃ～りすぺくと」（2025年5月28日、ぴあアリーナMM・SPWN・Streaming+）ゲスト出演[31]
- 「Our Sparkle」（2025年9月10日【予定】、ぴあアリーナMM） 自身初のソロライブ。同年6月28日よりチケットの1次先行と「SPWN」「ZAIKO」での販売が開始された[32][33]。

#### ホロライブ全体ライブ
- 「hololive 1st fes. ノンストップ・ストーリー」（2020年1月24日、豊洲PIT）[34]
- 「hololive 2nd fes. Beyond the Stage Supported By Bushiroad」STAGE2（2020年12月22日、ニコニコ生放送・SPWNにてオンライン配信）[35]
- 「hololive 3rd fes. Link Your Wish Supported By ヴァイスシュヴァルツ」DAY2（2022年3月20日、幕張メッセ）[36]
- 「hololive 4th fes. Our Bright Parade Supported By Bushiroad」DAY2（2023年3月19日、幕張メッセ）[37]
- 「hololive 5th fes. Capture the Moment Supported By Bushiroad」（2024年3月16日 - 3月17日、幕張メッセ）[38]
- 「hololive 6th fes. Color Rise Harmony」DAY2（2025年3月9日、幕張メッセ）[39][40]

### イベント
- ニコニコ超会議2019 超bilibili Vupステージ（2019年4月27日、幕張メッセ）[41]
- 「FAMS FAN MEETING −俺達の夏休み延長戦–」（2019年9月15日、池袋HUMAXシネマズ、大阪：関西テレビなんでもアリーナ、名古屋：伏見ミリオン座）[42]
- BILIBILI WORLD 2019（2019年10月4日 - 10月6日、中国上海市）[43]
- VTUBERLAND2019 hololive WEEK 〜清楚さいきょうらんど〜 ホールイベント第1部（2019年10月5日、よみうりランド 日テレらんらんホール）[44]
- 会える！ 話せる！ VTuberおしゃべりフェス on バレンタイン ホロライブ編（2020年2月16日、3331 Arts Chiyoda 体育館）[45]
- V-Carnival Day2（2021年4月4日、SPWNにてオンライン配信）[46]
- hololive GAMERS fes. 超超超超ゲーマーズ2（2025年7月5日 - 6日、さいたまスーパーアリーナ）[47]

### ゲーム
いずれも本人役での出演。
- 暁のブレイカーズ（2019年5月23日 - 7月4日）[48]
- アズールレーン（2019年11月27日 - 12月11日）[49]
- 妖怪ウォッチ ぷにぷに（2023年9月1日 - 9月15日） - コラボイベント期間にゲーム内キャラクターとして追加[50]。

### インターネット番組
- 「DEAD OR ALIVE 6」ホロライブ&GemsCompany 3番勝負!（2020年3月20日[51]、OPENREC）
- ホロライブミステリー劇場2 『呪説 堕トシモノ』 マーダーミステリー・ザ・Ｖ（2021年8月27日[52]、ニコニコ生放送）

### MV
- HIMEHINA『V』（2025年6月）[53]

## タイアップ
- ガスト（2019年10月4日）[54]
- namco（2021年10月22日 - 11月23日）アミューズメント施設「namco」の景品として「デフォルメアクリルスタンド」「アクリルスタンド」「アクリルボード」「ロングタオル」が導入[55]。
- ハムリーズ 横浜店・博多店（2022年1月14日 - 2月27日、3月18日 - 4月24日）体験型イベントを実施[56]。
- 「ホロライブin富士急ハイランド～SNOW＊WORLD～」（2022年11月19日 - 12月30日） - 富士急ハイランドとのコラボイベント[57]。
- 「ホロライブ神田祭2023」（2023年5月） - 神田祭、アトレ秋葉原とのコラボイベント[58]。
- 2025年1月、TVアニメ『黒岩メダカに私の可愛いが通じない』のオープニング曲「雨トキメキ恋模様」を、白上フブキ、百鬼あやめとのユニット「いろはにほへっと あやふぶみ」として担当した[59][60][61]。

## リリース音源
○出典：hololive（ホロライブ）公式サイト

### 大神ミオ
| 発売日         | タイトル                  | 品番     | 出典          |
| -------------- | ------------------------- | -------- | ------------- |
| 2021年8月28日  | さしみお (feat. スバおか) | CVRD-071 | [ 62 ] [ 63 ] |
| 2022年12月8日  | 夜光通信                  | CVRD-242 | [ 64 ]        |
| 2022年12月8日  | サヨナラは、まだ          | CVRD-243 | [ 65 ]        |
| 2023年8月21日  | 夜明けのメロウ            | CVRD-322 | [ 66 ]        |
| 2023年11月24日 | カメリア                  | CVRD-355 | [ 67 ]        |
| 2024年8月21日  | 小心旅行                  | CVRD-447 | [ 68 ]        |
| 2025年1月27日  | Colorful Universe         | CVRD-528 | [ 69 ]        |
| 2025年5月5日   | たんぽぽ                  | CVRD-564 | [ 70 ]        |
| 2025年6月29日  | 夏宿り                    | CVRD-588 | [ 71 ]        |

| 発売日        | タイトル | 品番     | 出典          |
| ------------- | -------- | -------- | ------------- |
| 2021年8月21日 | Howling  | CVRD-068 | [ 72 ] [ 73 ] |

| 発売日        | タイトル   | 品番     | 出典          |
| ------------- | ---------- | -------- | ------------- |
| 2023年12月7日 | Night walk | CVRD-353 | [ 74 ]        |
| 2025年8月20日 | My Sparkle | HOLO-018 | [ 75 ] [ 76 ] |

### ホロライブゲーマーズ
| 発売日        | タイトル                | 品番     | 出典   |
| ------------- | ----------------------- | -------- | ------ |
| 2024年5月22日 | We are GAMERS!!!!       | CVRD-420 | [ 77 ] |
| 2025年7月3日  | To Be Continued . . . . | CVRD-591 | [ 78 ] |

### いろはにほへっと あやふぶみ
| 発売日        | タイトル               | 品番     | 出典   |
| ------------- | ---------------------- | -------- | ------ |
| 2022年1月1日  | おにけもだんす         | CVRD-110 | [ 79 ] |
| 2022年4月15日 | 鬼灯日和               | CVRD-145 | [ 80 ] |
| 2022年6月6日  | 恋情詩歌               | CVRD-164 | [ 81 ] |
| 2024年1月2日  | おにおにこんこんわおん | CVRD-383 | [ 82 ] |
| 2025年1月7日  | 雨トキメキ恋模様       | -        | [ 83 ] |

| 発売日        | タイトル   | 出典          |
| ------------- | ---------- | ------------- |
| 2023年7月27日 | 可惜夜歌集 | [ 84 ] [ 85 ] |

### hololive IDOL PROJECT
| 発売日         | タイトル                                            | 品番     | 出典          |
| -------------- | --------------------------------------------------- | -------- | ------------- |
| 2019年9月16日  | Shiny Smily Story                                   | CVRD-001 | [ 86 ] [ 87 ] |
| 2020年12月31日 | 百花繚乱花吹雪                                      | CVRD-018 | [ 88 ] [ 89 ] |
| 2021年1月7日   | 至上主義アドトラック                                | CVRD-019 | [ 90 ] [ 91 ] |
| 2021年2月19日  | あすいろClearSky                                    | CVRD-031 | [ 92 ] [ 93 ] |
| 2022年8月19日  | 飛んでK！ホロライブサマー                           | CVRD-199 | [ 94 ]        |
| 2022年8月26日  | Sparklers                                           | CVRD-202 | [ 95 ]        |
| 2024年3月7日   | Capture the Moment                                  | CVRD-396 | [ 96 ]        |
| 2024年3月15日  | ホロライブ言えるかな？hololive SUPER EXPO 2024 ver. | CVRD-406 | [ 97 ]        |

| 発売日        | タイトル | 品番     | 出典   |
| ------------- | -------- | -------- | ------ |
| 2021年4月21日 | Bouquet  | HOLO-001 | [ 98 ] |

### その他の参加作品
| 発売日        | タイトル                        | アーティスト                                                 | 品番       | 出典            |
| ------------- | ------------------------------- | ------------------------------------------------------------ | ---------- | --------------- |
| 2021年12月7日 | わくわくエブリデイ              | 白上フブキ・大神ミオ                                         | CVRD-095   | [ 99 ]          |
| 2022年11月7日 | ハッピー☆フィーバー！ホロライブ | ホロライブ運動会実行委員（さくらみこ、大空スバル、大神ミオ） | CVRD-229   | [ 100 ]         |
| 2023年11月5日 | 光になれ！                      | ホロライブ運動会実行委員                                     | CVRD-348   | [ 101 ]         |
| 2024年2月7日  | 水たまり                        | Blue Journey                                                 | UPCH-89552 | [ 102 ]         |
| 2024年8月28日 | キズナトキセキ with hololive JP | 湊あくあ                                                     | CVRD-466   | [ 103 ] [ 104 ] |

| 発売日        | タイトル                  | アーティスト                                 | 品番       | 楽曲                                      | 出典            |
| ------------- | ------------------------- | -------------------------------------------- | ---------- | ----------------------------------------- | --------------- |
| 2023年3月15日 | holo*27 Covers Vol.1      | holo*27                                      | TFCC-86897 | アニマル （博衣こより × 大神ミオ）        | [ 105 ]         |
| 2023年7月16日 | ヤマトファンタジア        | 白上フブキ、百鬼あやめ、大神ミオ、さくらみこ | CVRD-306   | -                                         | [ 106 ]         |
| 2023年9月6日  | 夜明けのうた              | Blue Journey                                 | UPCH-20658 | -                                         | [ 107 ]         |
| 2024年2月27日 | ほろはにヶ丘高校 -Covers- | hololive × HoneyWorks                        | HLP-10005  | センパイ。 （AZKi、大神ミオ、雪花ラミィ） | [ 108 ] [ 109 ] |